# Careproctus acaecus
Careproctus acaecus är en fiskart som beskrevs av Andriashev, 1991. Careproctus acaecus ingår i släktet Careproctus och familjen Liparidae. Inga underarter finns listade.